# Chinese Basketball Association 2005-06
La Chinese Basketball Association 2005-06 fue la decimoprimera edición de la CBA, la primera división del baloncesto profesional de China. Los campeones fueron los Guangdong Southern Tigers, que lograba su tercer título de forma consecutiva, derrotando en las finales a los Bayi Rockets.

## Temporada regular
| # | North Division         | North Division | North Division | North Division | North Division |
| # | Equipo                 | G              | P              | %              | PD             |
| - | ---------------------- | -------------- | -------------- | -------------- | -------------- |
| 1 | Beijing Ducks          | 30             | 10             | .750           | -              |
| 2 | Xinjiang Flying Tigers | 27             | 13             | .675           | 3              |
| 3 | Liaoning Hunters       | 21             | 19             | .525           | 9              |
| 4 | Jilin Northeast Tigers | 17             | 23             | .425           | 13             |
|   |                        |                |                |                |                |
| 5 | Shandong Lions         | 12             | 28             | .300           | 18             |
| 6 | Shaanxi Kylins         | 11             | 29             | .275           | 19             |
| 7 | Henan Dragons          | 9              | 31             | .225           | 21             |

| # | South Division            | South Division | South Division | South Division | South Division |
| # | Equipo                    | G              | P              | %              | PD             |
| - | ------------------------- | -------------- | -------------- | -------------- | -------------- |
| 1 | Guangdong Southern Tigers | 37             | 5              | .881           | -              |
| 2 | Bayi Rockets              | 28             | 14             | .667           | 9              |
| 3 | Jiangsu Dragons           | 27             | 15             | .643           | 10             |
| 4 | Yunnan Bulls              | 21             | 21             | .500           | 16             |
|   |                           |                |                |                |                |
| 5 | Shanghai Sharks           | 20             | 22             | .476           | 17             |
| 6 | Fujian Xunxing            | 20             | 22             | .476           | 17             |
| 7 | Zhejiang Cyclones         | 17             | 25             | .405           | 20             |
| 8 | Dongguan Leopards         | 11             | 31             | .262           | 26             |

|  | Los 4 primeros de cada grupo acceden a los playoffs |

## Playoffs
|  | Cuartos de final | Cuartos de final          | Cuartos de final |                 |    | Semifinales               | Semifinales   | Semifinales   |  |    | Finales                   | Finales       | Finales       |  |
|  | Al mejor de 5    | Al mejor de 5             | Al mejor de 5    |                 |    | Al mejor de 5             | Al mejor de 5 | Al mejor de 5 |  |    | Al mejor de 7             | Al mejor de 7 | Al mejor de 7 |  |
|  |                  |                           |                  |                 |    |                           |               |               |  |    |                           |               |               |  |
|  |                  |                           |                  |                 |    |                           |               |               |  |    |                           |               |               |  |
|  | S1               | Guangdong Southern Tigers | 3                |                 |    |                           |               |               |  |    |                           |               |               |  |
|  | S1               | Guangdong Southern Tigers | 3                |                 |    |                           |               |               |  |    |                           |               |               |  |
|  | N4               | Jilin Northeast Tigers    | 0                |                 |    |                           |               |               |  |    |                           |               |               |  |
|  | N4               | Jilin Northeast Tigers    | 0                |                 | S1 | Guangdong Southern Tigers | 3             |               |  |    |                           |               |               |  |
|  |                  |                           |                  |                 | S1 | Guangdong Southern Tigers | 3             |               |  |    |                           |               |               |  |
|  |                  |                           | S3               | Jiangsu Dragons | 0  |                           |               |               |  |    |                           |               |               |  |
|  | N2               | Xinjiang Flying Tigers    | S3               | Jiangsu Dragons | 0  | 0                         |               |               |  |    |                           |               |               |  |
|  | N2               | Xinjiang Flying Tigers    |                  |                 |    |                           |               |               |  |    |                           |               |               |  |
|  | S3               | Jiangsu Dragons           | 3                |                 |    |                           |               |               |  |    |                           |               |               |  |
|  | S3               | Jiangsu Dragons           | 3                |                 |    |                           |               |               |  | S1 | Guangdong Southern Tigers | 4             |               |  |
|  |                  |                           |                  |                 |    |                           |               |               |  | S1 | Guangdong Southern Tigers | 4             |               |  |
|  |                  |                           | S2               | Bayi Rockets    | 1  |                           |               |               |  |    |                           |               |               |  |
|  | N1               | Beijing Ducks             | S2               | Bayi Rockets    | 1  | 3                         |               |               |  |    |                           |               |               |  |
|  | N1               | Beijing Ducks             |                  |                 |    |                           |               |               |  |    |                           |               |               |  |
|  | S4               | Yunnan Bulls              | 0                |                 |    |                           |               |               |  |    |                           |               |               |  |
|  | S4               | Yunnan Bulls              | 0                |                 | N1 | Beijing Ducks             | 0             |               |  |    |                           |               |               |  |
|  |                  |                           |                  |                 | N1 | Beijing Ducks             | 0             |               |  |    |                           |               |               |  |
|  |                  |                           | S2               | Bayi Rockets    | 3  |                           |               |               |  |    |                           |               |               |  |
|  | S2               | Bayi Rockets              | S2               | Bayi Rockets    | 3  | 3                         |               |               |  |    |                           |               |               |  |
|  | S2               | Bayi Rockets              |                  |                 |    |                           |               |               |  |    |                           |               |               |  |
|  | N3               | Liaoning Hunters          | 1                |                 |    |                           |               |               |  |    |                           |               |               |  |
|  | N3               | Liaoning Hunters          | 1                |                 |    |                           |               |               |  |    |                           |               |               |  |
|  |                  |                           |                  |                 |    |                           |               |               |  |    |                           |               |               |  |